# Medal of Honor (jeu vidéo, 2010)
Pour les articles homonymes, voir Medal of Honor (homonymie).
Medal of Honor est un jeu de tir à la première personne développé par Danger Close Games et édité par Electronic Arts. Sorti à l'automne 2010, cet opus se distingue des précédents titres de la série en se déroulant durant la Guerre d'Afghanistan.

## Histoire
Le jeu se déroule en Afghanistan en 2001. Plusieurs unités des forces spéciales sont déployées dans le pays pour le renversement du régime Taliban. Le joueur incarne plusieurs soldats dans différentes unités dites « Tier 1 » (qualification désignant l'élite des forces spéciales américaines) du SOCOM (Navy Seals Team Six, Delta Force, Rangers et 160 SOAR (A)). Au cours de la Bataille du Takur Ghar, ces différentes unités vont devoir collaborer pour mettre à bas le régime taliban et libérer l'Afghanistan....

## Développement

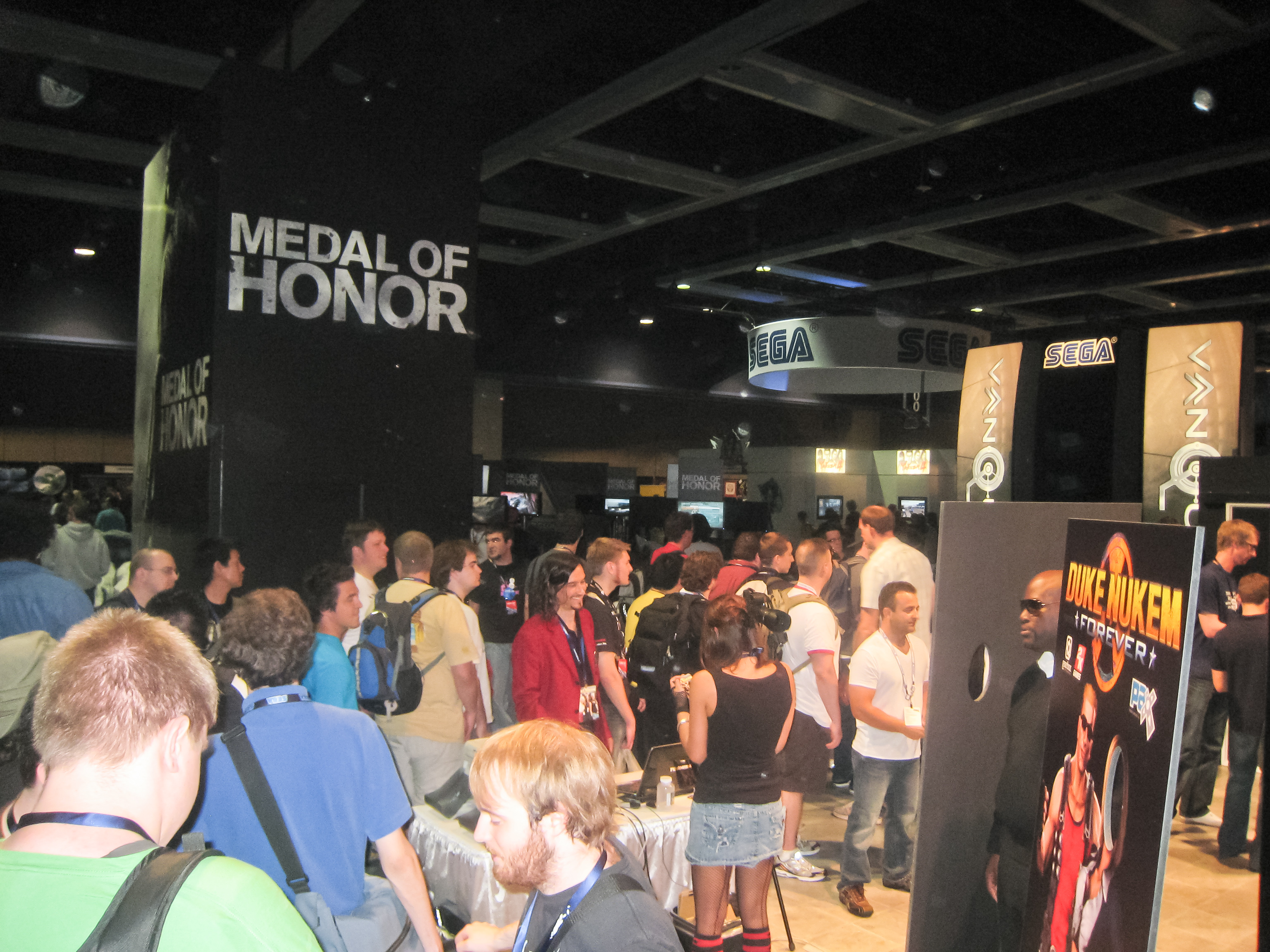

Lors de l'E3 2010, EA a annoncé un partenariat avec Sony et sa PS3 qui a abouti à une édition spéciale exclusive contenant le jeu ainsi que le jeu Medal of Honor : En première ligne remastérisé en HD, ainsi qu'un pack incluant la PS3 320gb et le jeu.
La bêta du jeu s'est d'abord fait sur PS3 et PC. Le ressenti des joueurs sur ces deux supports est mitigé.

## Accueil
Au moment de la sortie, Medal of Honor est le jeu ayant enregistré le plus de précommandes de la série. Le 19 octobre 2010, GameSpy rapporte que le jeu a dépassé 1,5 million dans des ventes sur sa première semaine et a continué à vendre 2 millions d'exemplaires sur sa deuxième semaine.
Le 1er février 2011, EA rapporte que le redémarrage de Medal of Honor est un succès commercial avec plus de 5 millions d'exemplaires vendus d'octobre à novembre.
Quand les premières notes du jeu sont apparues en septembre 2010, avant même sa sortie, l'action Electronic Arts a perdu 6 %.

## Polémique
Le jeu se déroule alors que la guerre d'Afghanistan était toujours en cours. Il est ainsi l'objet de débats quant à sa légitimité.
Une association de familles de soldats américains morts en Afghanistan fustige le jeu vidéo durant son développement, arguant qu'il permettrait d'incarner des talibans et de passer aussi pour de la propagande envers ce conflit. Un ministre britannique, Liam Fox, a demandé à boycotter le jeu qu'il déclare « si antibritannique » et dans lequel on peut jouer un taliban.
Les familles se sont également plaintes de savoir que les ennemis du jeu seraient appelés "Talibans". Les créateurs du jeu ont donc dû les renommer en "Opposing Force".